# Місце розстрілу громадян єврейської національності (Козак)
На початку 1942 р. в Корці було створено гетто, куди зігнали всіх євреїв з міста і навколишніх сіл. Німці регулярно проводили акції, під час яких у першу чергу знищували всіх непрацездатних, тобто дітей, старих та хворих.
Ліквідацію гетто нацисти здійснили у ніч на 21 травня 1942 р. Гітлерівці зігнали всіх євреїв на збірний пункт. Серед усіх відібрали близько 250 осіб, котрі могли ще на деякий час згодитись. Решту, обшукавши і забравши дорогоцінні речі, групами відсилали на екзекуцію. Євреїв з ґетто почали звозити у с. Козак (за 6 км. від Корця). 25 травня 1942 р. тут розстріляли понад 2,5 тис. осіб. Ліквідація ґетто була проведена 25 вересня 1942 р., коли всіх євреїв вивезли до місцевого лісу, де їх стратили. Місце розстрілів знаходиться на північ від села у лісі.(за 6 км від Корця)[1]

## Історична довідка
Одразу ж після окупації території України гітлерівськими військами розпочалась підготовка до акції масового знищення єврейського населення. Був проведений перепис євреїв, створені «гетто». Згідно з цими наказами «гетто» було створено і у м. Корці, куди були зігнані всі євреї міста та сусідніх сіл.
В травні 1942 року згідно з наказом фашистської окупаційної влади на збірному пункту в м. Корець було зібрано єврейське населення з гетто. Партіями їх відправляли до с. Козак, де були вириті великі рови. За деякими даними на цьому місці було розстріляно близько 4000 тисяч людей, останки яких знаходяться у ровах по обидві сторони лісової дороги.[2]

## Опис об'єкта

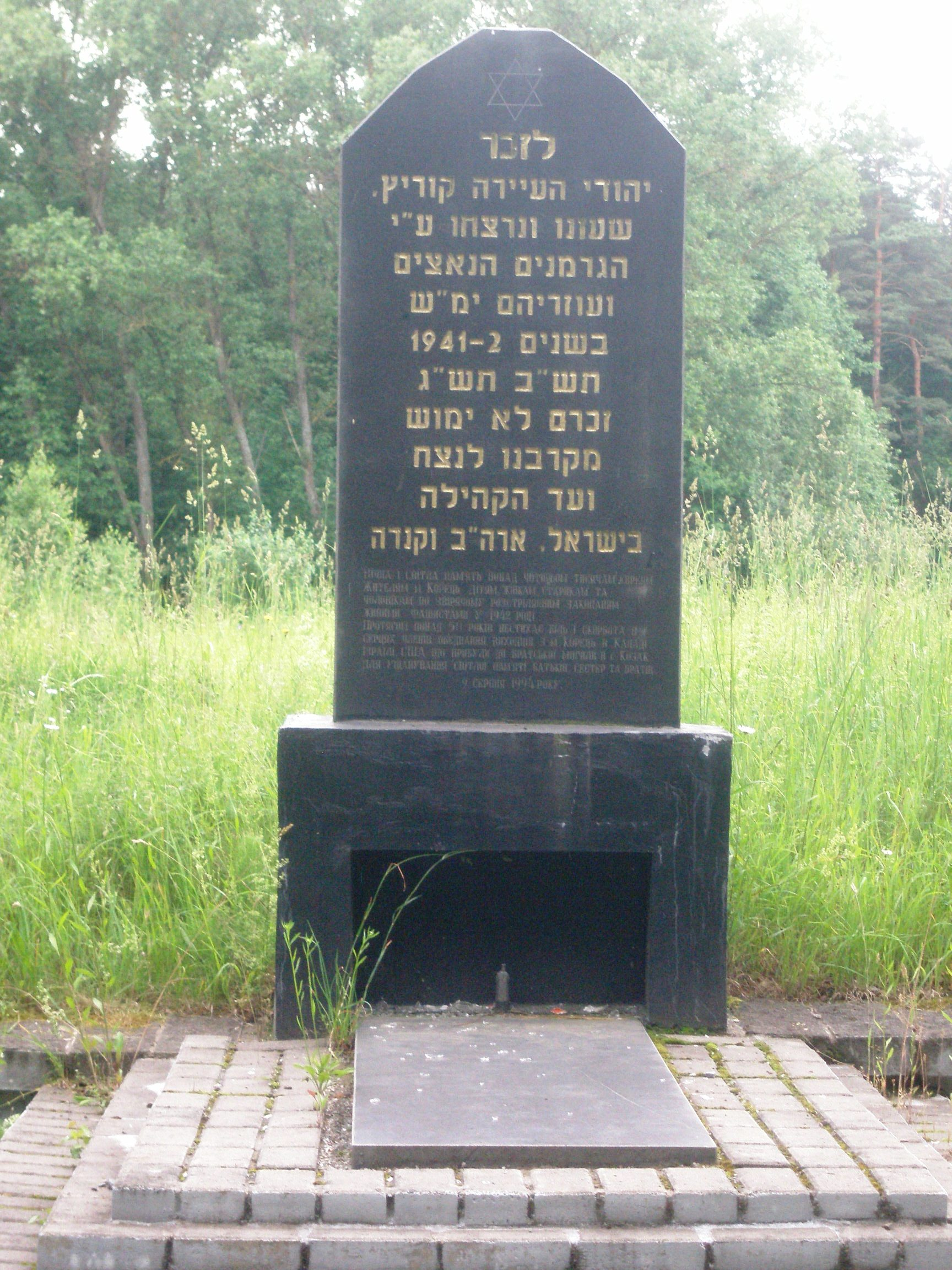
с. Козак. Пам'ятний знак розстріляним євреям

В 1994 році на місці розстрілу були впорядковані три братські могили, на яких встановлено пам'ятники, а також встановлений пам'ятний знак у вигляді стилізованої менори. На місці поховання № 1 — на трисхідчастому майданчику встановлено стелу прямокутної форми заокругленої до верху. Стела встановлена на кубічному постаменті, біля підніжжя якого знаходиться ніша з менорою. На стелі зверху вниз викарбувані зірка Давида та пам'ятний текст на івриті та українській мові. В центрі майданчика біля підніжжя стели покладено горизонтальну гранітну плиту. На місці поховання № 2 встановлено аналогічний пам'ятний знак. На місці поховання № 3 на майданчику з трьома східцями встановлено стелу у формі неправильного паралелепіпеду. Стела встановлена на прямокутному постаменті до центральної частини якого примикає горизонтальна гранітна плита. На стелі з правої сторони викарбувані — зірка Давида та пам'ятний текст івритом, з лівої — менора та пам'ятний текст українською мовою.
Територія, де проводилися розстріли, обнесена огорожею.

## Розміри
поховання № 1: стела — 1,55×0,80 м
могила 19,55×19,55 м;
поховання № 2: стела — 1,55×0,80 м
могила — 20,70×20,70 м;
поховання № 3: стела 1,96×1,00 м
могила 20,65×20,45 м